# Rheingaugebirge

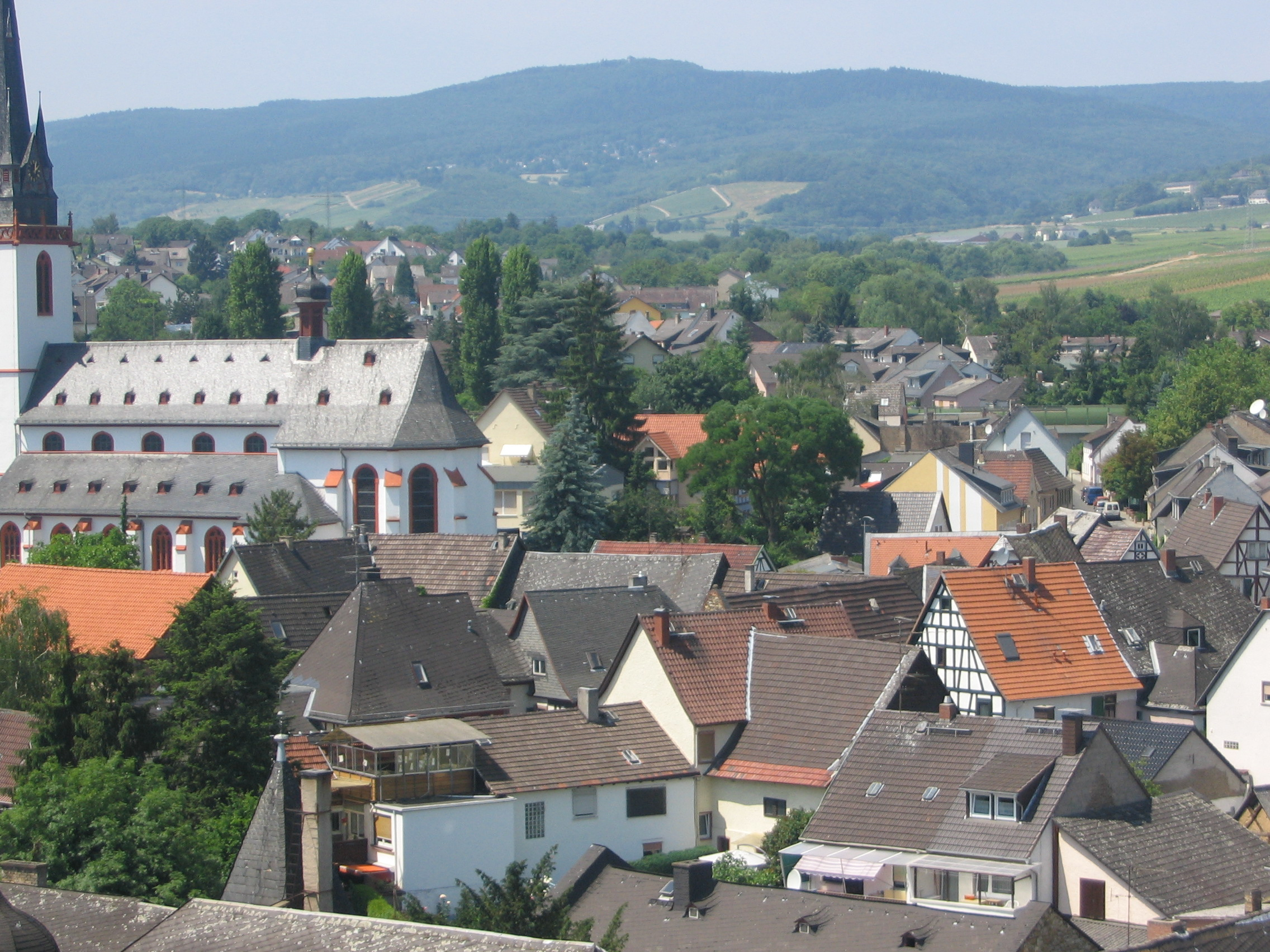
Blick auf das Rheingaugebirge aus Richtung Erbach

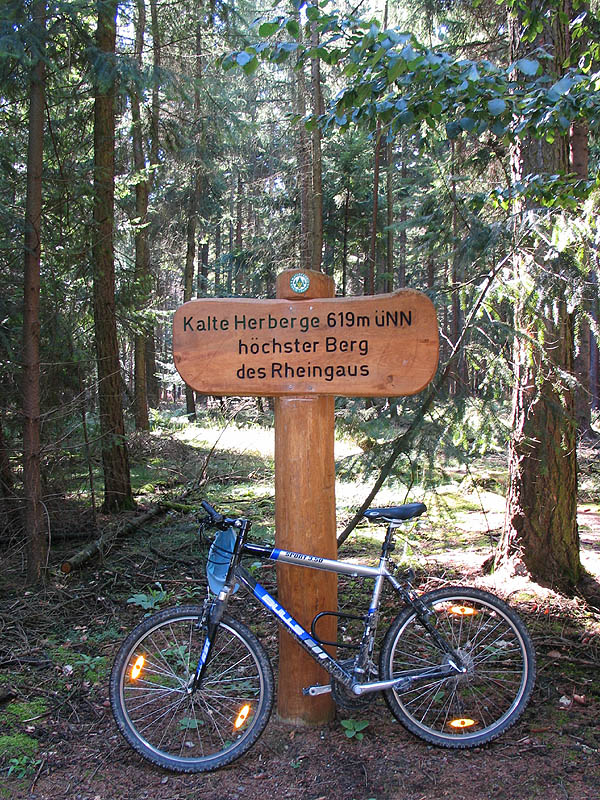
Gipfelkreuz der Kalten Herberge

Das Rheingaugebirge ist der westlichste Abschnitt des Hohen Taunus. Es erstreckt sich auf einer Länge von 20 Kilometern in Südwest-Nordost-Richtung zwischen dem Rheintal bei Lorch und Assmannshausen im Westen und dem Walluftal bei Schlangenbad im Osten. Höchste Erhebung ist die 619 Meter hohe Kalte Herberge. Der rechtsrheinische Rheinhöhenweg verläuft entlang der Kammlinie des Gebirges, die zum Taunushauptkamm gehört. 

## Geographische Lage und Umgebung
Das Rheingaugebirge ist Teil des Rheingaus und liegt im Rheingau-Taunus-Kreis. Das Zentrum des Rheingaugebirges bildet die Kammlinie von der Kalten Herberge bis zum 580 Meter hohen Erbacher Kopf. Hier gibt es auf vier Kilometern keinen Punkt, der niedriger als 560 Meter liegt. Etwa einen Kilometer südöstlich der Kalten Herberge, und damit der Kammlinie vorgelagert, erreicht auch die Hallgarter Zange eine Höhe von 580 Metern. Hier befindet sich ein weithin sichtbarer, seit Eröffnung eines Seilgartens im Jahr 2015 wieder zugänglicher Aussichtsturm. Durch die nach Süden exponierte Lage erscheint die Hallgarter Zange vom Rhein aus perspektivisch gesehen als höchste Erhebung und verdeckt teilweise die Kalte Herberge. 
Nach Süden hin fällt das Rheingaugebirge steil zu den Rebhängen des Rheingaus ab. Nach Norden schließen sich die bewaldeten linken Nebentäler des Wispertals an, darunter das Äpfelbachtal und das Ernstbachtal mit dem unbesiedelten Gebiet des Hinterlandswaldes. 
Nördlich des Gipfelrückens verlief das Rheingauer Gebück, die historische Landwehr des Rheingaus.